# B4GALT4
La beta-1,4-galactosiltransferasa 4 es una enzima que en humanos está codificada por el gen B4GALT4.
Este gen es uno de los siete genes de la beta-1,4-galactosiltransferasa (beta4GalT). Codifican glucoproteínas unidas a membrana de tipo II que parecen tener especificidad exclusiva para el sustrato donante UDP-galactosa; todos transfieren galactosa en un enlace beta1,4 a azúcares aceptores similares: GlcNAc, Glc y Xyl. Cada beta4GalT tiene una función distinta en la biosíntesis de diferentes glicoconjugados y estructuras de sacáridos. Como proteínas de membrana de tipo II, tienen una secuencia señal hidrófoba N-terminal que dirige la proteína al aparato de Golgi y que luego permanece sin escindir para funcionar como un ancla transmembrana. Por similitud de secuencia, los beta4GalTs forman cuatro grupos: beta4GalT1 y beta4GalT2, beta4GalT3 y beta4GalT4, beta4GalT5 y beta4GalT6, y beta4GalT7. La enzima codificada por este gen parece jugar principalmente un papel en la biosíntesis de glicolípidos. Se han encontrado dos variantes de transcripción empalmadas alternativamente para este gen.